# Shingo Suetsugu

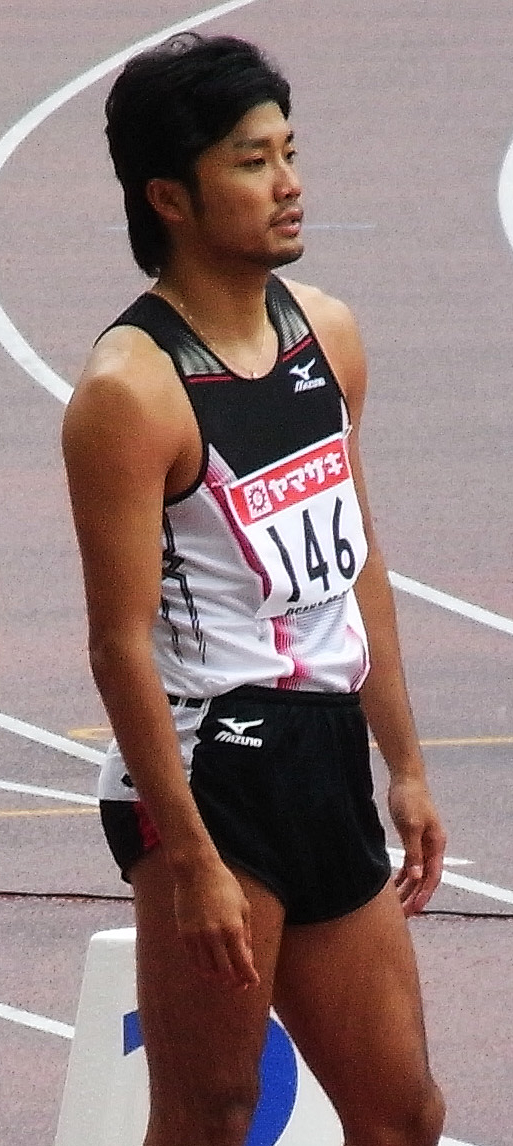
Shingo Suetsugu

Shingo Suetsugu, född den 2 juni 1980 i Kumamoto, är en japansk friidrottare som tävlar i kortdistanslöpning.
Suetsugu deltog vid Olympiska sommarspelen 2000 i Sydney där han sprang 200 meter men slogs ut i semifinalen. Han deltog även på VM 2001 i Edmonton men inte heller här gick han vidare till finalen. Emellertid gick det bättre vid VM 2003 i Paris där han slutade som bronsmedaljör på 200 meter efter amerikanerna John Capel och Darvis Patton. 
Suetsugu deltog även vid Olympiska sommarspelen 2004 i Aten där han tävlade på 100 meter men han gick inte vidare från kvalet. Han var med i det japanska stafettlag på 4 x 100 meter som slutade fyra vid samma mästerskap. Vid VM 2005 i Helsingfors tävlade han på 200 meter men blev utslagen i semifinalen och vid VM 2007 kom han inte vidare från kvalet.
Vid Olympiska sommarspelen 2008 deltog han både på 200 meter individuellt där han inte tog sig vidare från kvalet och i stafett. I stafett slutade Japan på tredje plats efter Jamaica och Trinidad och Tobago.